# Martin Häusle

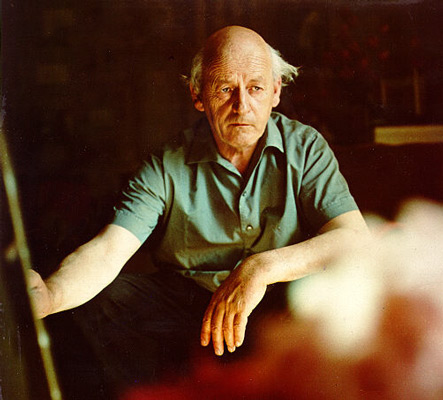
Martin Häusle

Martin Häusle (* 5. Dezember 1903 in Satteins; † 10. April 1966 in Feldkirch) war ein österreichischer Künstler.
Seine bekanntesten Werke sind Glasbilder und Fresken für Kirchen. Er schuf eine große Zahl an Porträts, Familienbildern, Landschaften und Genrebildern. Er gestaltete Inneneinrichtungen, die auch heute noch sehr modern anmuten, schuf Plastiken und Keramiken, Bühnenbilder, und entwickelte eine patentreife Kupplung für Eisenbahnwaggons. Zu seiner Entspannung bastelte er an einem Perpetuum mobile.
Sein eigenwillig gestaltetes Atelierhaus, das „Glashaus“, ein ehemaliges Palmenhaus im Park des Margarethenkapf, sorgte in der eher konservativ geprägten Umgebung für höchst unterschiedliche Reaktionen. Martin Häusle überzog zwei der Glaskuppeln mit dünnem Alublech, schmückte die Wände mit Fresken und Mosaiken und entwarf eine komplette Inneneinrichtung.

## Biographie
Martin Häusle war Nachfahre einer Satteinser Handwerkerfamilie. Unter seinen Vorfahren war der Kirchenmann Johann Michael Häusle. Martin verlor seine Mutter 1910 bei der Geburt seiner Schwester. Der Vater, ein Zimmermann, fiel 1916 im Ersten Weltkrieg. Die Kindheit war geprägt von materiellem Mangel, Hunger und Kälte.
Mit achtzehn Jahren begann Häusle eine Malerlehre. Er besuchte die Gewerbeschule in Innsbruck und trat in die Abendschule von Toni Kirchmayr ein, die er von 1924 bis 1927 besuchte. 1927 bestand er die Gesellenprüfung mit Erfolg, auch gewann er den 1. und 2. Preis bei einem Plakatwettbewerb. Der damit verbundene Geldpreis gab ihm den Mut, nach Wien zu reisen, er bewarb sich an der Akademie der bildenden Künste Wien (Professor Ferdinand Andri). Mit einem Stipendium reiste er 1929 nach Griechenland und besuchte die Mönche auf Athos.
1931 beendete er seinen Aufenthalt in der Meisterklasse bei Andri als akademischer Maler. Er errichtete im Keller des Satteinser Elternhauses sein erstes Atelier. Anfänglich war ihm der materielle Erfolg als Kunstmaler versagt. Da ihm das Geld für neue Malgründe fehlte, benutzte er in dieser Zeit oftmals beide Seiten des Malgrunds, auch übermalte er bereits fertige Bilder mit seinen neuen Visionen von Landschaften, Blumenbildern und Porträts. 1932 schlossen sich befreundete Intellektuelle aus dem Vorarlberger Raum zur Häusle-Gemeinde zusammen. Sie unterstützten den Maler und erhielten zu verabredeten Terminen Linolschnitte, Holzdrucke und andere grafische Werke des jungen Künstlers.
1933 erhielt er den Auftrag für ein Fresko „Tobias und der Engel“ an der Südseite der Pfarrkirche Lech. Es folgten Bühnenbilder für das „Schutzengelspiel“ von Max Mell, „Das große Welttheater“ von Pedro Calderón de la Barca / Hugo von Hofmannsthal.
1934 reiste er nach Holland, studierte dort Werke holländischer und flämischer Meister. Besonders beeindruckten ihn die Werke von Vincent van Gogh. 1936 gewann Martin Häusle einen Wettbewerb für die Fenster der Kirche von Zürs. Zu einem weiteren Wendepunkt in seinem Leben wurde sein Blumenbild „Flieder in einer Vase“. Er stellte das Gemälde im Schaufenster eines Modegeschäfts in Feldkirch aus und erwarb sich dadurch Aufmerksamkeit und die Einladung in die Stadt zu ziehen. 1938 übersiedelte er mit seinem Atelier von Satteins auf das Tschitscherschlössle über der Illschlucht, auf dem Margaretenkapf bei Feldkirch. 1939 folgte eine Reise nach Nürnberg, Bamberg, Würzburg, Mannheim, Heidelberg und Stuttgart.
1940 wurde Häusle zum Grenzschutz eingezogen, aber wegen einer Lungenentzündung wieder freigestellt. Er durfte genesen als Zeichenlehrer im Gymnasium Feldkirch unterrichten, wurde 1942 in die Kaserne in Lochau befohlen, um dort ein großes Fresko zu malen.
1943 heiratete er Gertrude Kirchberger. Er wurde 1944/45 erneut zum Zollgrenzschutz eingezogen. Er malte in den entlegenen Bergregionen Gebirgslandschaften und Kastenbemalungen.
Aus der Ehe mit seiner Frau Gertrud stammten acht Kinder. Die große Familie ernährte der Künstler vor allem durch Auftragsarbeiten. Da ihm dadurch die Zeit für freies Malen kostbar wurde, widmete sich Martin Häusle vor allem der nächsten Umgebung.
Er malte in den nächsten Jahren viele Familienbilder, Porträts, Blumenbilder, Landschaften und vor allem Motive der unmittelbaren Nähe seines Wohnhauses und Ateliers. Die Lindenallee im umgebenden Park und der Blick auf die Stadt Feldkirch inspirierten ihn immer wieder zum Malen.
In den Jahren 1950 bis 1966 gestaltete Martin Häusle vor allem Kirchenfenster und Fresken. Die Glasfenster der Kathedrale St. Florin (Vaduz), Liechtenstein (Entwürfe von 1965) und der St. Antonius-Kirche in Tschagguns (Latschau) (1966) konnte er nicht mehr selbst vollenden.
Martin Häusle starb am 10. April 1966 nach einem Schlaganfall.

## Auszeichnungen
- 1946: Wettbewerbssieger für die Glasfenster der Pfarrkirche Götzis
- 1946: Wettbewerbssieger für Fresken in der St.-Leonhard-Kirche in Villach
- 1947: Österreichischer Staatspreis für Malerei[1][2]
- 1947: Mitgliedschaft der Wiener Sezession

## Werke
Kirchenfenster und Fresken
in vielen österreichischen Kirchen, in Liechtenstein und Daegu (Südkorea), Neue Pfarrkirche Götzis, Pfarrkirche Satteins, Pfarrkirche Liesing in Wien, Herz-Jesu-Kirche in Bregenz, Pfarrkirche St. Corneli in Feldkirch-Tosters, Domkirche St. Nikolaus in Feldkirch und Pfarrkirche Hl. Bruder Klaus in Dornbirn-Schoren.
- 1947: Altarwandgemälde Pfarrkirche St. Leonhard in Villach
- 1952: Kriegerdenkmal am Liebfrauenberg
- 1953: Mariä-Himmelfahrt-Kapelle in Hittisau, Glasfenster Maria Immaculata
- 1964: Chorfresko und Glasmalerei in der Pfarrkirche Feldkirch-Altenstadt
- 1965: Glasmalerei im Langhaus der Pfarrkirche Frastanz
- 1966: mit Margarethe Häusle: Betonglasfenster der Altarwand der Filialkirche Latschau

Gestaltung Briefmarken
Briefmarkensatz für das Fürstentum Liechtenstein „Bauernsatz“
Keramiken und Einrichtungsgegenstände
Gemälde
- Aufgang zum Kehr (Landschaft)
- Das Mädchen mit dem Vogelkäfig (Porträt)
- Flieder in Vase (Blumenstillleben)

Bildergalerie
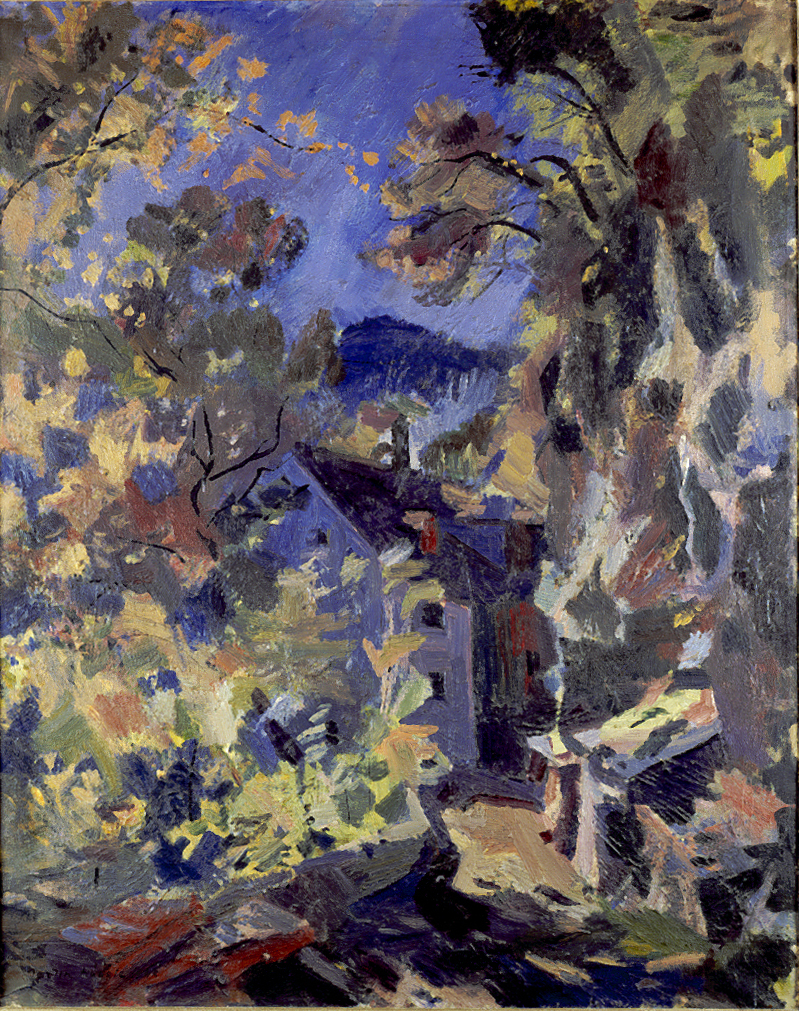
Aufgang zum Kehr 1945
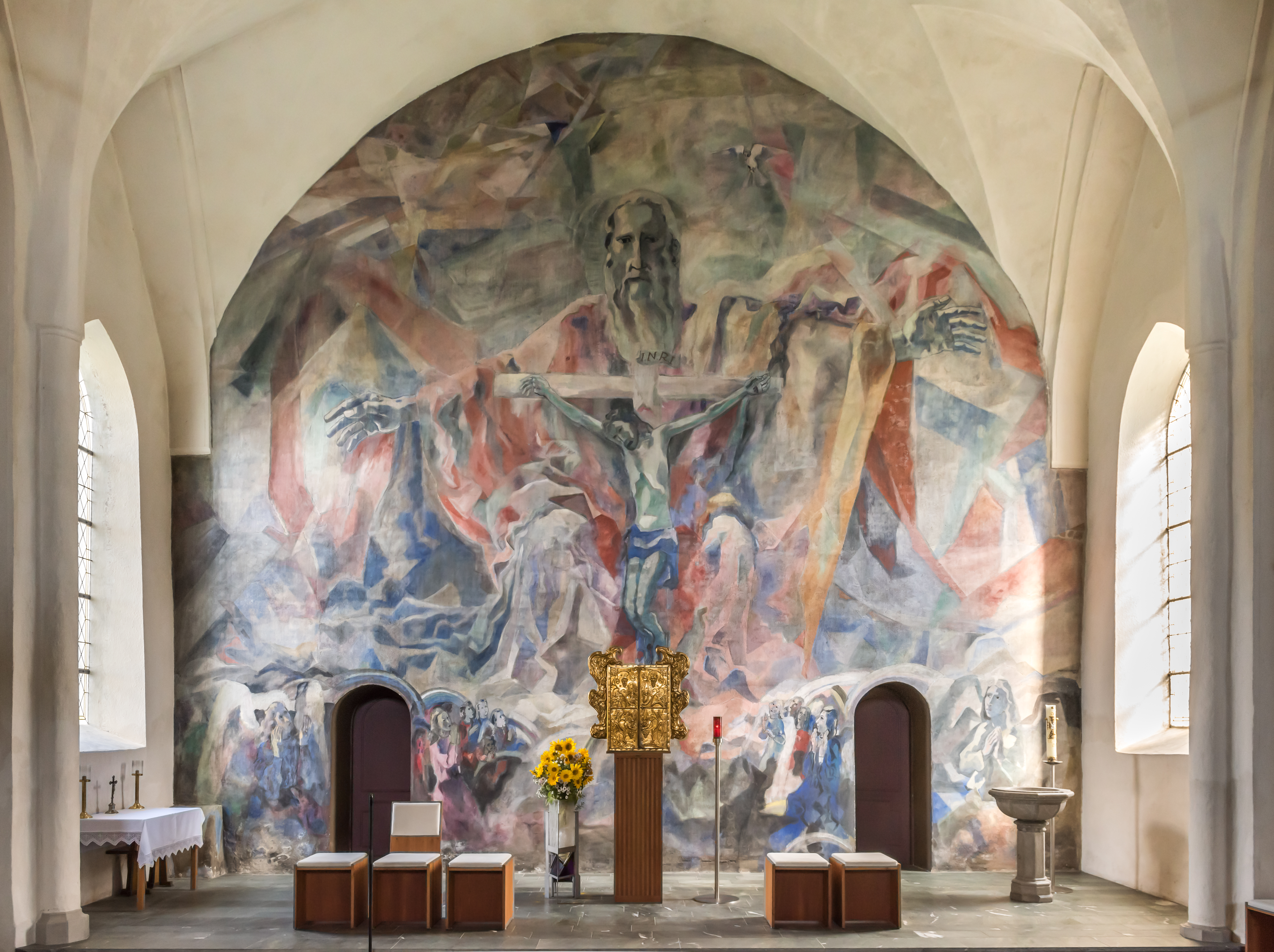
Altarwandgemälde Pfarrkirche St. Leonhard in Villach 1947
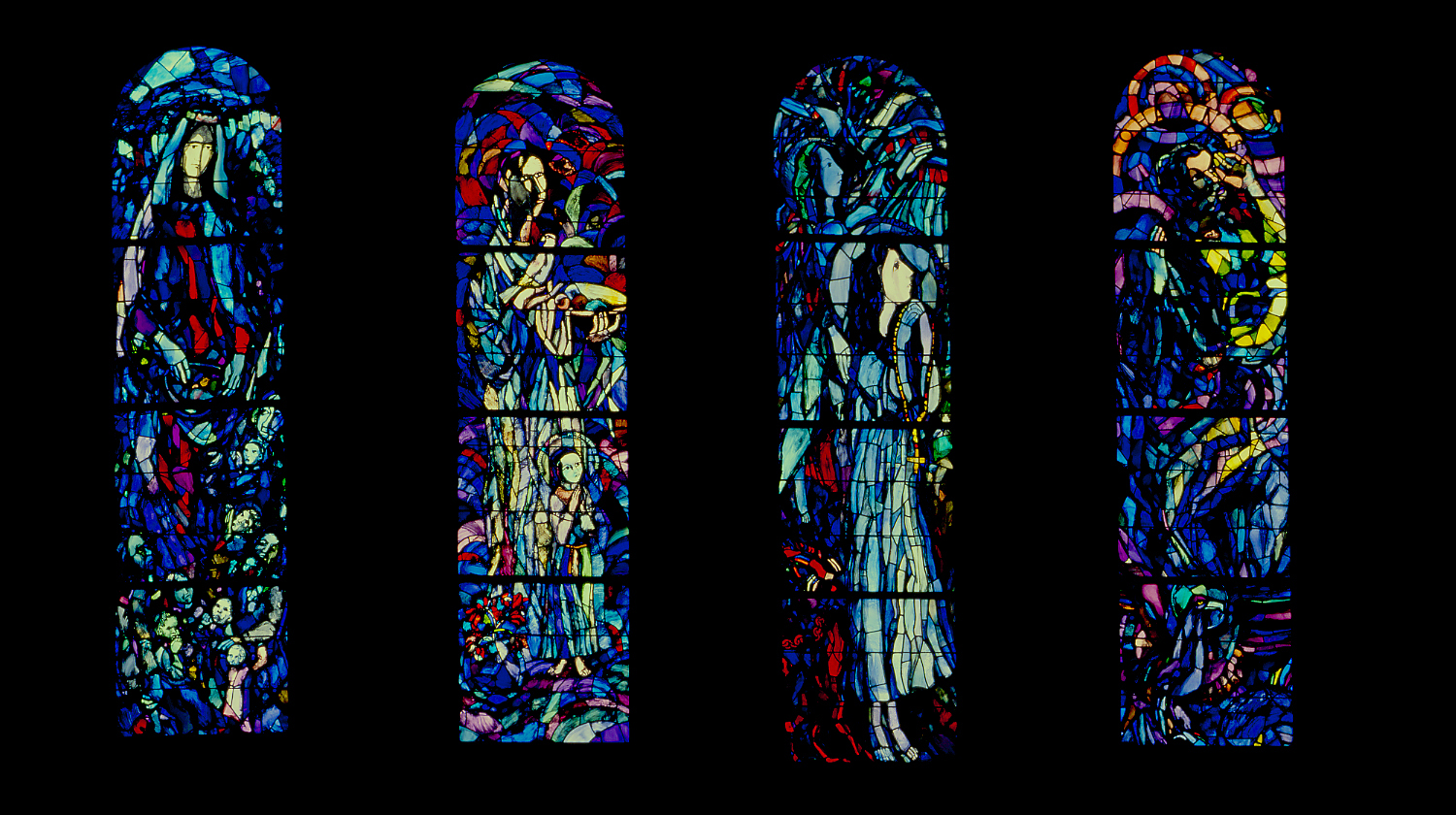
Glasfenster, Pfarrkirche Götzis 1947
Mann im Park 1950
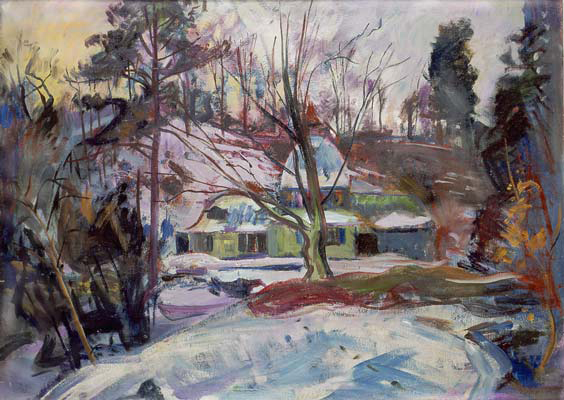
Glashaus 1965 (Atelier und Wohnhaus des Künstlers)
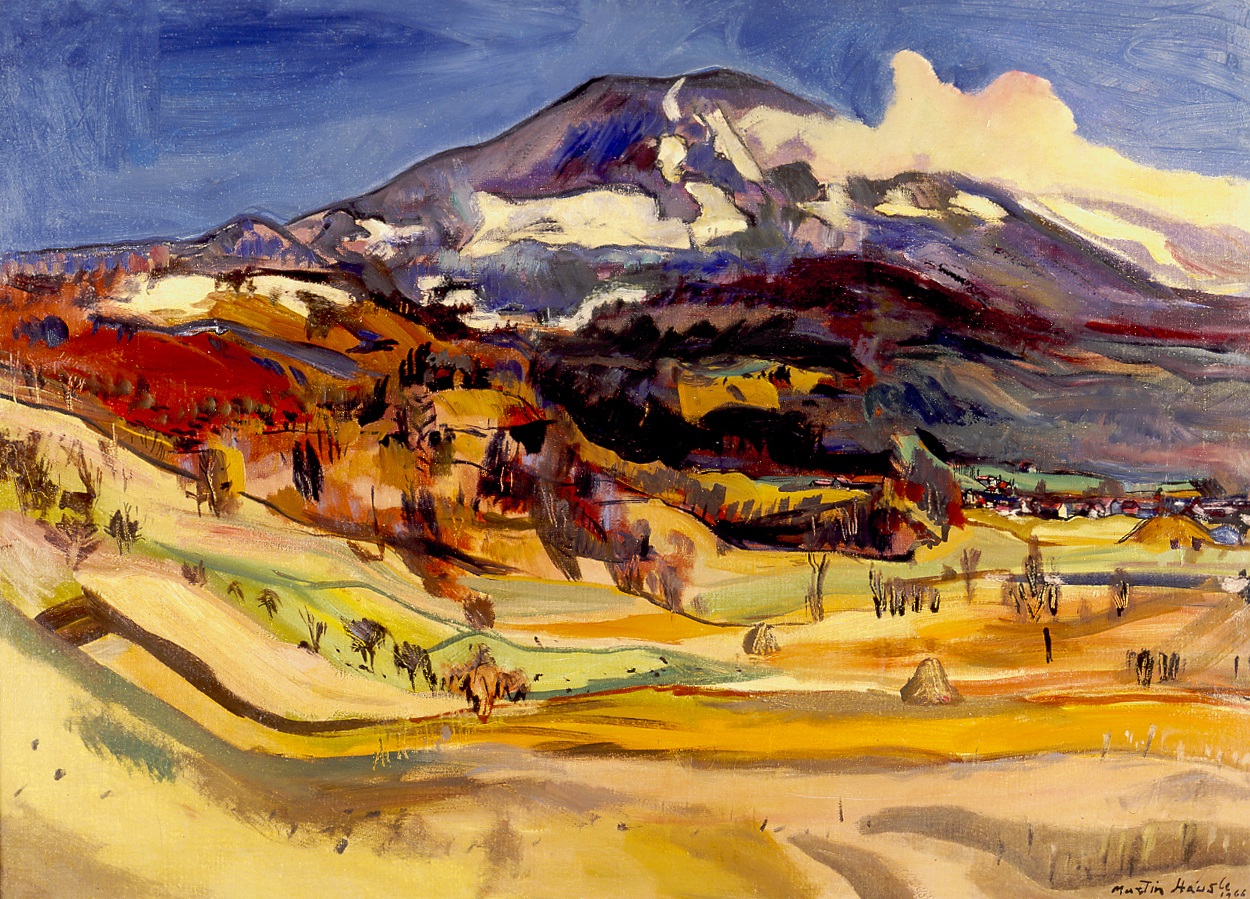
Golm bei Satteins 1966
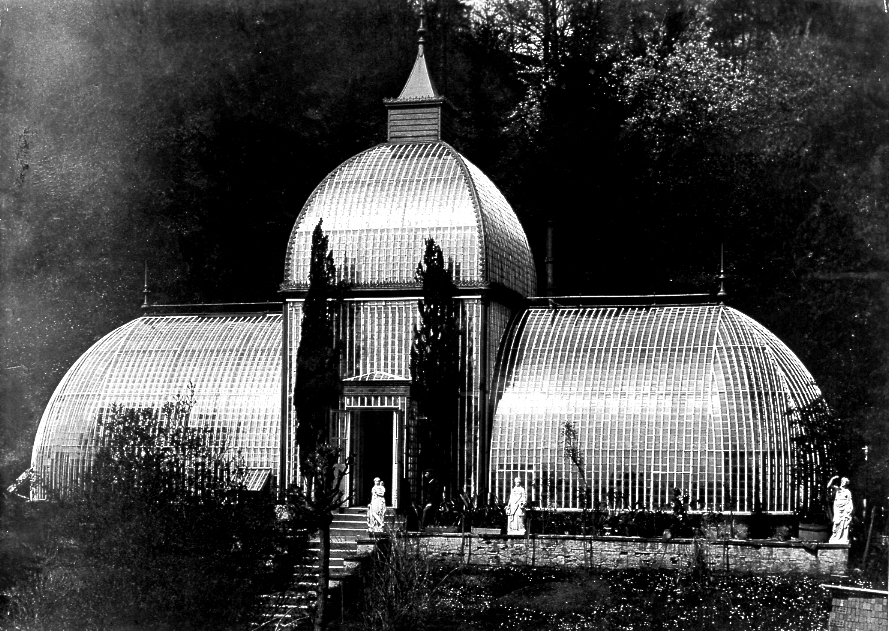
Palmenhaus auf dem Margarethenkapf, historische Aufnahme Ende 19. Jhdt.